# St. Martin (Eglfing)

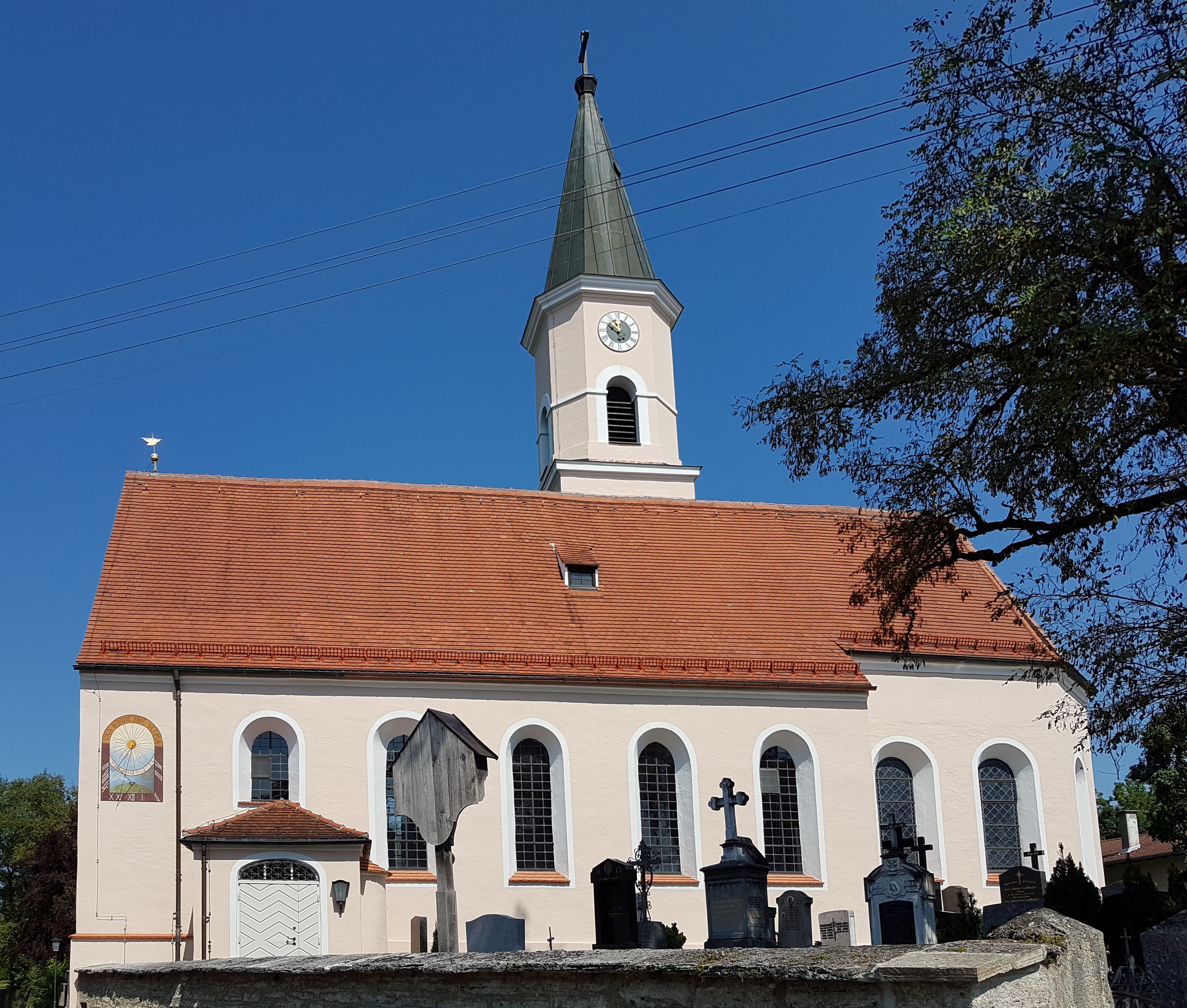
St. Martin von Süden

Die römisch-katholische Pfarrkirche St. Martin in Obereglfing, Ortsteil von Eglfing im oberbayerischen Landkreis Weilheim-Schongau, gehört als Teil der gleichnamigen Pfarrei der Pfarreiengemeinschaft Huglfing zum Dekanat Weilheim-Schongau des Bistums Augsburg. Das Gotteshaus mit der Adresse Hauptstraße 19 steht unter Denkmalschutz.

## Geschichte
Bereits im Jahr 807/808 wird in Eglfing eine Martins-Kirche erwähnt. Die heutige Kirche stammt im Kern aus spätgotischer Zeit. Mitte des 18. Jahrhunderts wurde der Bau barockisiert und im Jahr 1837 der Turm erhöht. Laut Franz Sales Gaillers Vindelicia Sacra besaß der spätgotische Bau ein Ziegelgewölbe.
Im Jahr 1906 wurde eine Restaurierung im Innenraum durchgeführt. 1980 wurden im Dachstuhl drei Betonriegel eingebaut, um das Gewölbe zu sichern.

## Beschreibung und Ausstattung

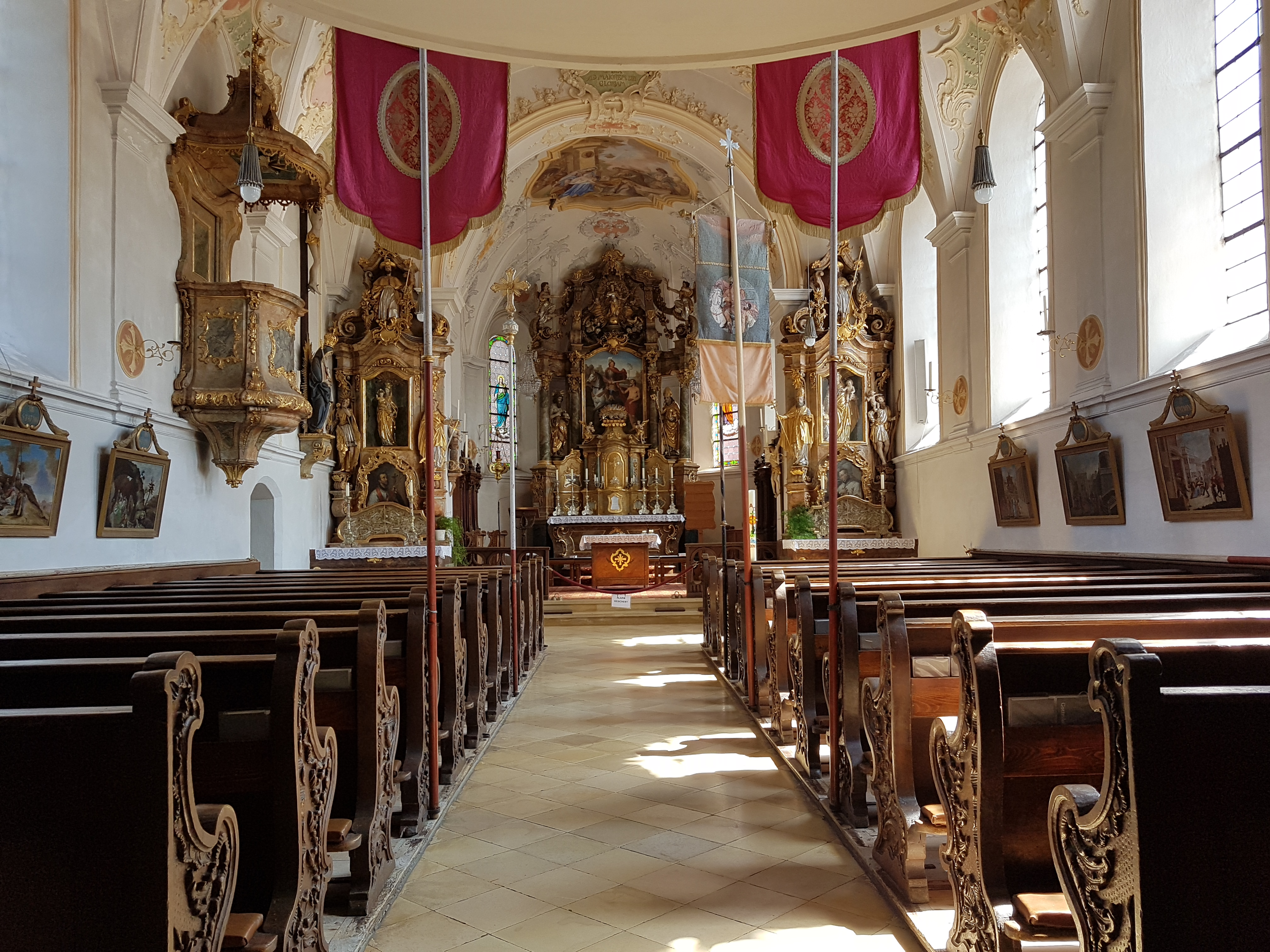
Innenansicht

Die geostete Saalkirche besitzt einen eingezogenen Polygonalchor. Im Norden ist an den im Kern spätgotischen Bau ein Flankenturm mit Spitzhelm angeschlossen. Im Nord- und Südwesten befindet sich jeweils eine kleine Vorhalle mit Eingang.
Umgeben ist die Kirche von der Friedhofsmauer aus Tuffsteinquadern aus dem 17./18. Jahrhundert. Nördlich befindet sich das Pfarrhaus.

### Altäre
Im Hochaltar, dem hl. Martin geweiht, ist selbiger im Altarbild dargestellt, wie er seinen geteilten Mantel einem Bettler gibt. Das Gemälde im Nazarenerstil schuf der Murnauer Maler Johann Michael Wittmer im 19. Jahrhundert. Das vorherige Altarbild ist in Huglfing eingelagert, ist jedoch in schlechtem Zustand. Das Altarbild wird flankiert von Holzfiguren aus dem 16. Jahrhundert. Sie stellen den hl. Nikolaus und Johannes den Täufer dar. Im Altarauszug befindet sich eine Figur der Maria Immaculata im Strahlenkranz.
Der linke Seitenaltar zeigt zentral eine Madonna, daneben den hl. Sebastian (links) und die hl. Katharina (rechts) sowie im Auszug den hl. Jakobus. Der rechte Seitenaltar enthält in der Mitte eine Anna selbdritt, umgeben von Figuren des hl. Urban (links) und des hl. Christophorus (rechts).

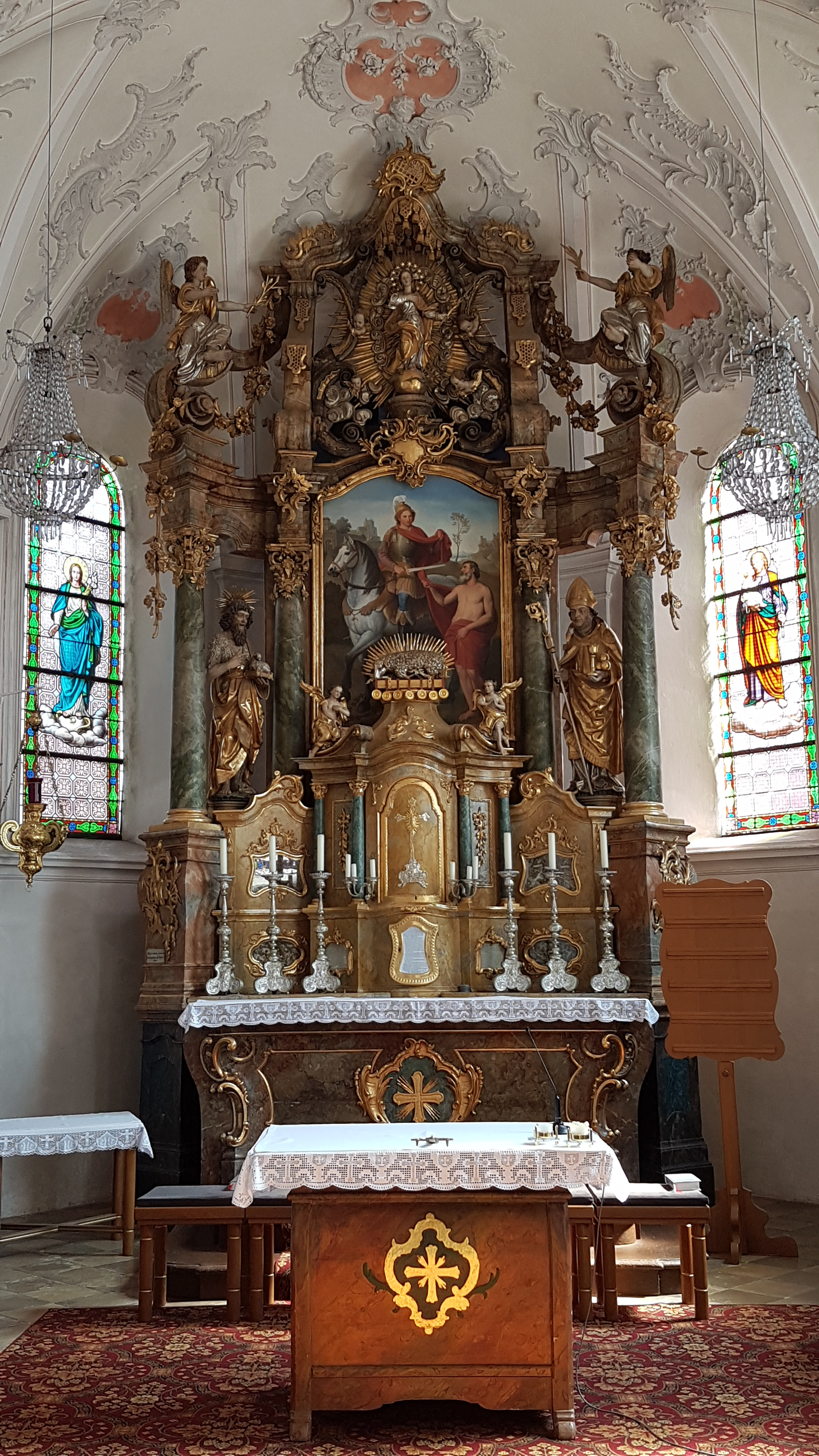
Hochaltar
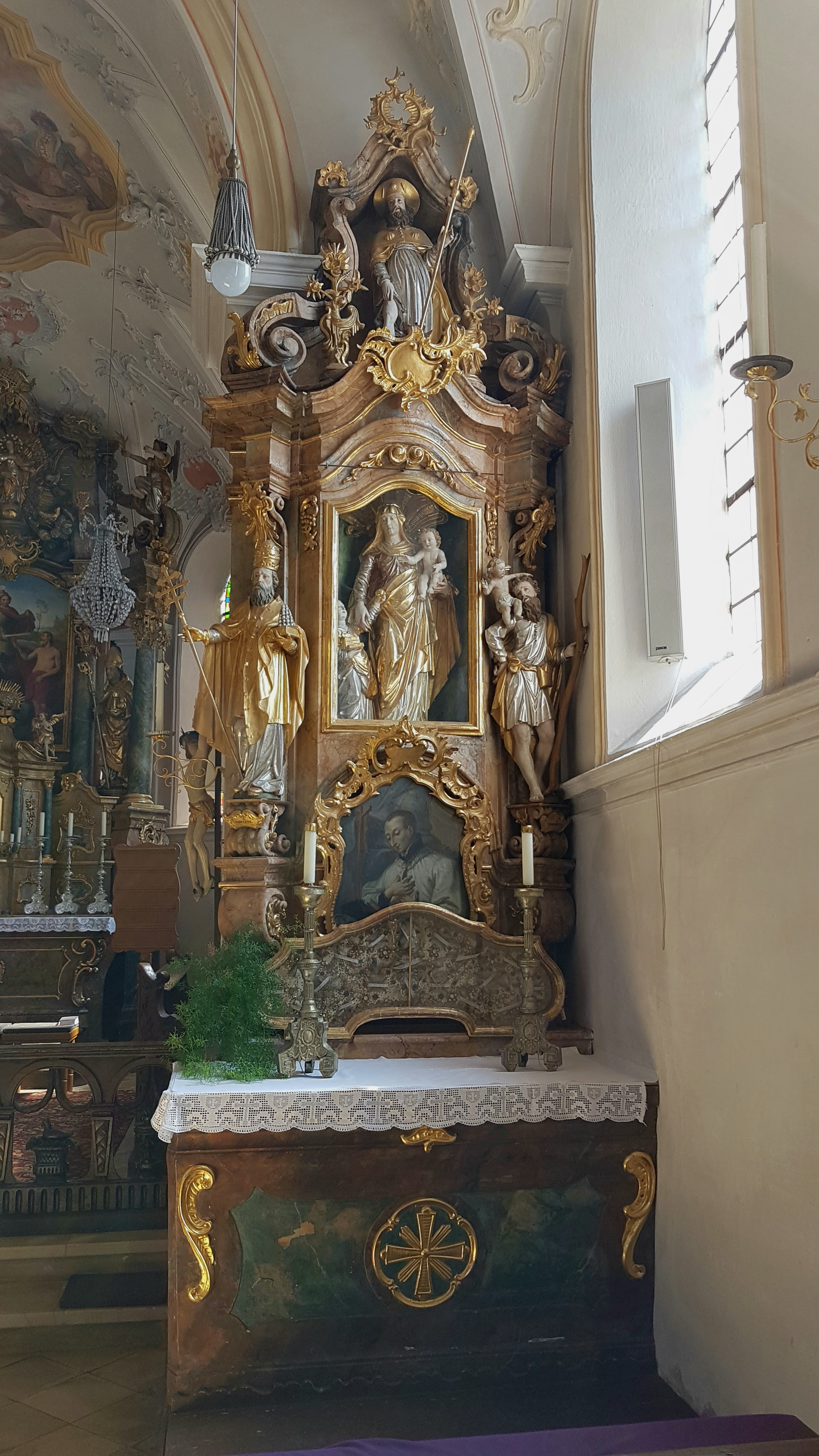
Rechter Seitenaltar
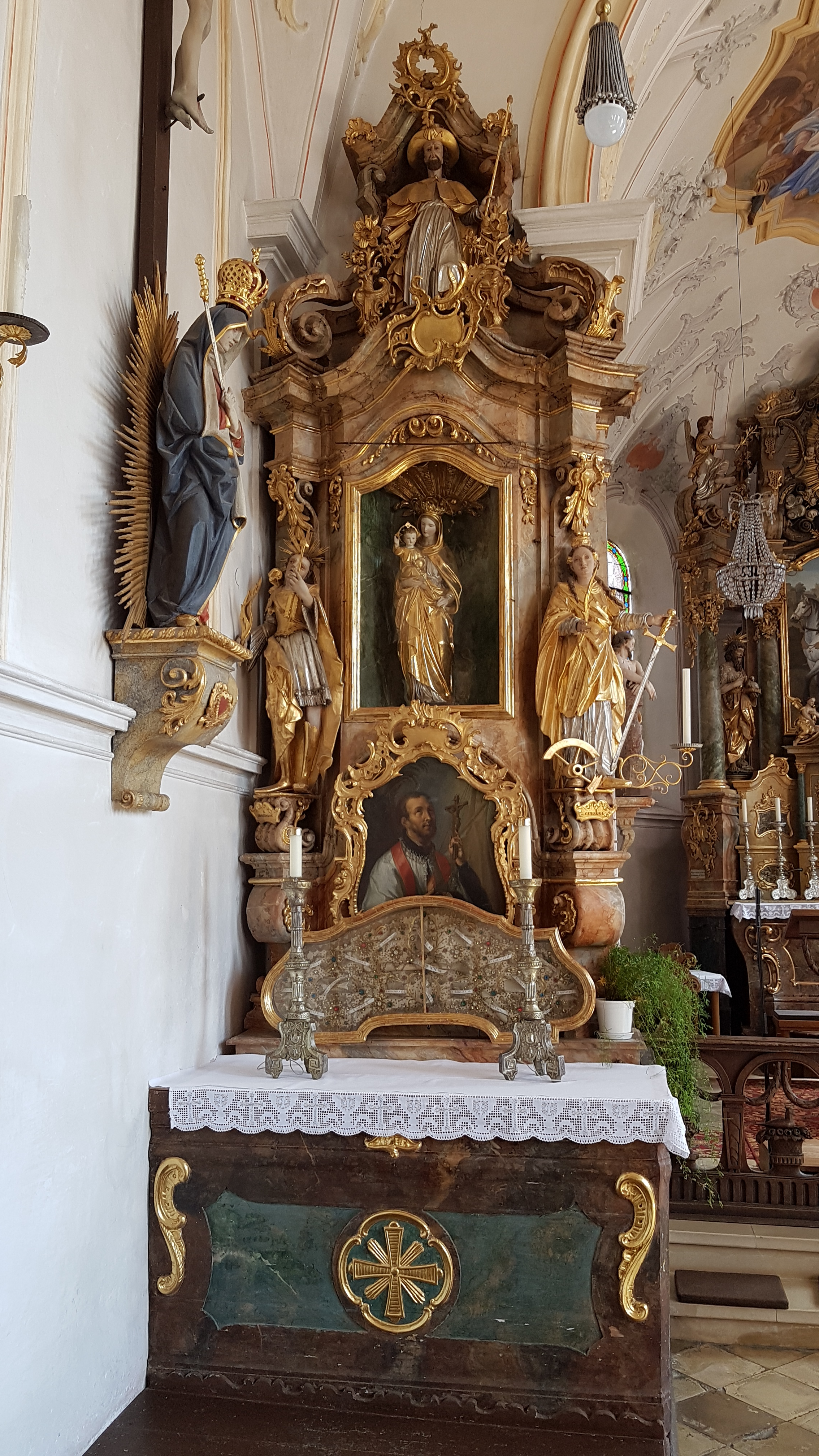
Linker Seitenaltar

### Fresken

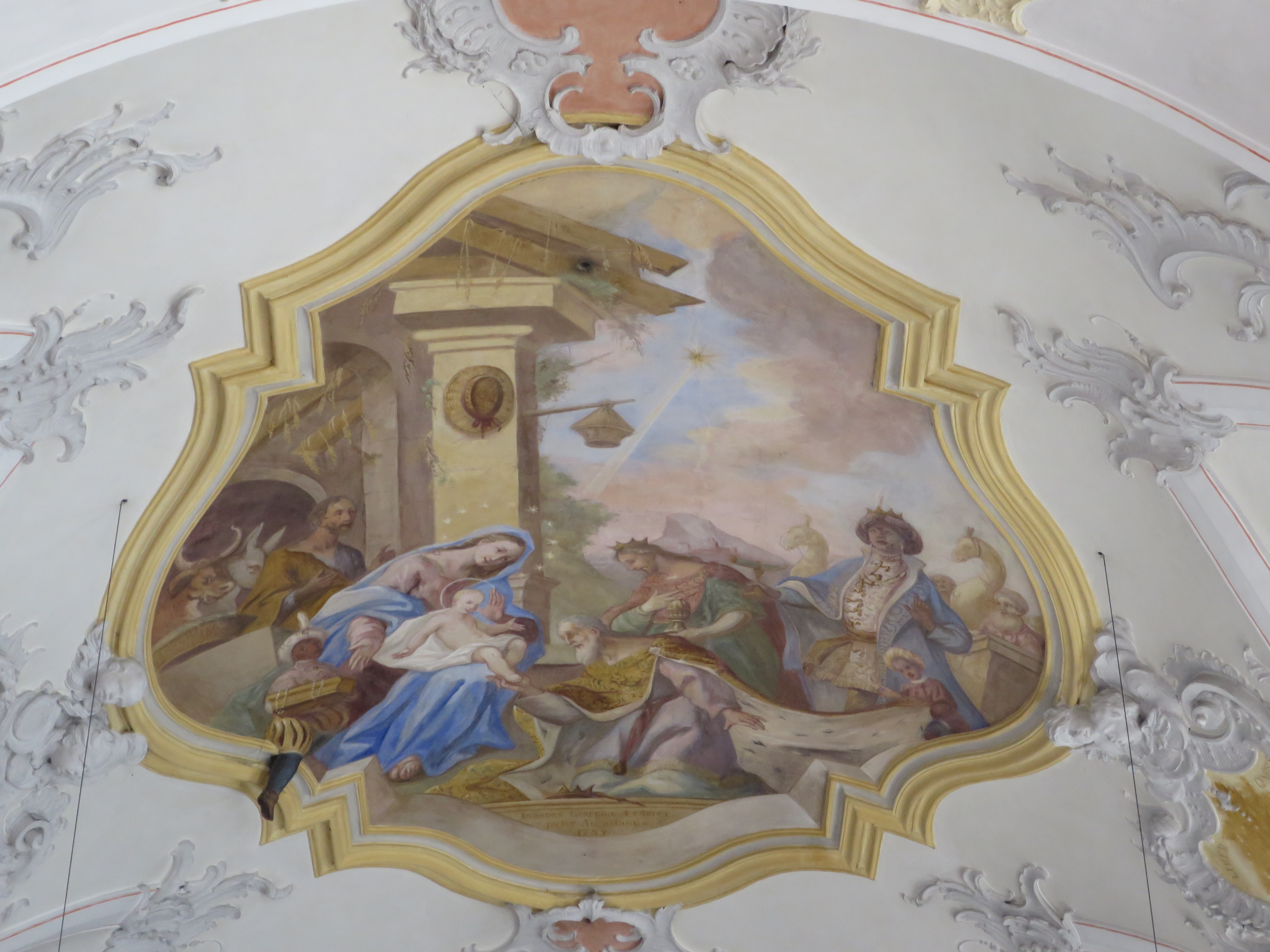
Anbetung der Heiligen Drei Könige im Chor

Im Fresko an der Decke des Chorraums ist die Anbetung der Heiligen Drei Könige dargestellt, gemalt von Johann Georg Lederer im Jahr 1757. Der Fuß eines Mohren ist dabei mit Stuck plastisch ausgearbeitet und hängt aus dem Bild heraus. Das nördliche Seitenbild zeigt die eherne Schlange und verweist mit einer Inschrift auf Numeri 21,9 . Südlich ist der Paradiesbaum zu sehen mit einem Hinweis auf Genesis 3 .
Am Chorbogen befindet sich eine Kartusche mit der Inschrift „OMNIA AD MAIOREM DEI GLORIAM“.

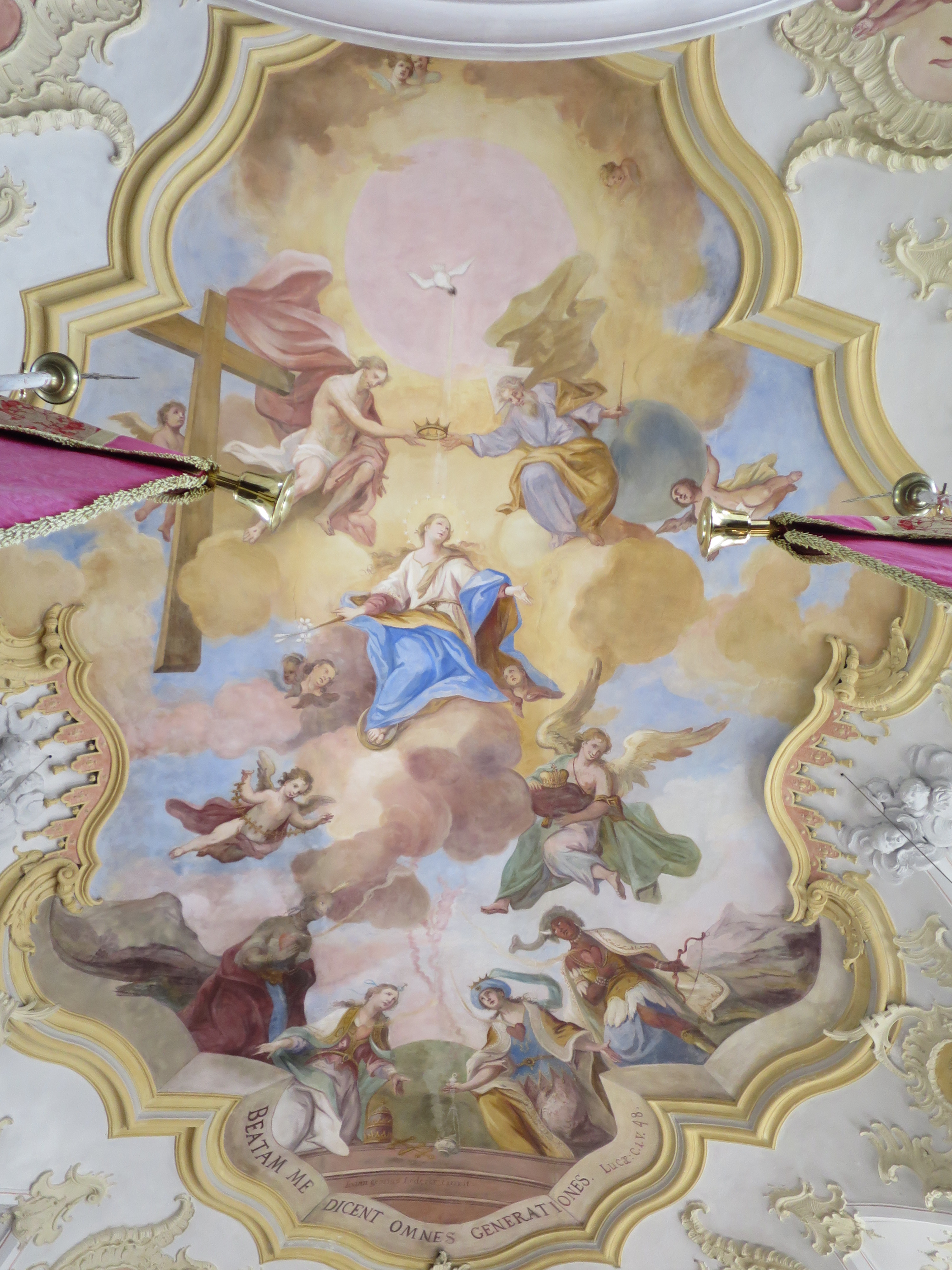
Verherrlichung Mariens durch die vier Erdteile im Langhaus

Auch die Langhausgemälde schuf Lederer. Das Mittelbild zeigt allegorisch die Verherrlichung Mariens durch die vier Erdteile: Zentral ist die Krönung Mariens dargestellt, „in Verbindung mit den Themen der Immaculata (Sternenkranz, Mondsichel und Lilienzepter) und der Himmelfahrt (Aufwärtsbewegung Mariens).“ Die Krone Mariens halten Gott Sohn und Gott Vater, darüber schwebt der Heilige Geist, symbolisiert durch die Taube. Zwei Engel unterhalb Mariens weisen besondere Attribute auf: der linke trägt eine Ordenskette, der rechte auf einem purpurnen Samtkissen den Kurhut des Kurfürstentums Bayern. Die Vertreter der Erdteile befinden sich darunter (von links nach rechts): Amerika (mit Perlenschmuck und Krokodil), Europa (mit Papstkreuz und Tiara), Asien (mit Turban und Weihrauchgefäß) und Afrika (mit Elefantenexuvie und Federrock). Europa und Asien knien auf einer Treppenarchitektur, Amerika und Afrika stehen vor bergiger Kulisse. Die schwarze Hautfarbe für Amerika und rote für Afrika sind wohl auf spätere Restaurierungen zurückzuführen. Unten ist das Zitat „BEATAM ME DICENT OMNES GENERATIONES“ (‚Von nun an preisen mich selig alle Geschlechter‘) aus Lukas 1,48  zu lesen.
Daneben befinden sich auf beiden Seiten je sechs Grisaillen zwischen den jeweils fünf Fenstern. Die Darstellungen sind (von hinten nach vorne):
| Darstellung    | Inschrift              | Bild |
| -------------- | ---------------------- | ---- |
| Thron          | SEDES SAPIENTIÆ        |      |
| Hl. Matthäus   | LIBER GENERATIO        |      |
| Lilie          | LILIVM INTER SPINAS    |      |
| Turm           | TVRRIS DAVIDICA        |      |
| Hl. Markus     | TERTIA DIE RESURR      |      |
| Weihrauchgefäß | VAS INSIGNE DEVOTIONIS |      |

| Darstellung  | Inschrift         | Bild |
| ------------ | ----------------- | ---- |
| Himmelstor   | IANVA CŒLI        |      |
| Hl. Lukas    | PASSVS CRVCIFIX   |      |
| Rose         | ROSA MYSTICA      |      |
| Schiff       | MARIS STELLA      |      |
| Hl. Johannes | ET VERBUM CARO    |      |
| Spiegel      | SPECVLVM IVSTITIÆ |      |

Die Fresken sind umgeben von Wessobrunner Stuck, geschaffen von Franz Xaver Feuchtmayer dem Älteren im Jahr 1757.

### Weitere Ausstattung
Gegenüber der Kanzel befindet sich auf der Nordseite ein Kruzifix, an dessen Fuß eine Skulptur der Schmerzensmutter steht.
Im Chor befinden sich mehrere Buntglasfenster, gestaltet 1891 von Joseph Peter Bockhorni, sowie eine Herz-Jesu-Figur und eine Skulptur des Kerkerheilands. In der südlichen Vorhalle steht eine Darstellung des hl. Johannes Nepomuk.

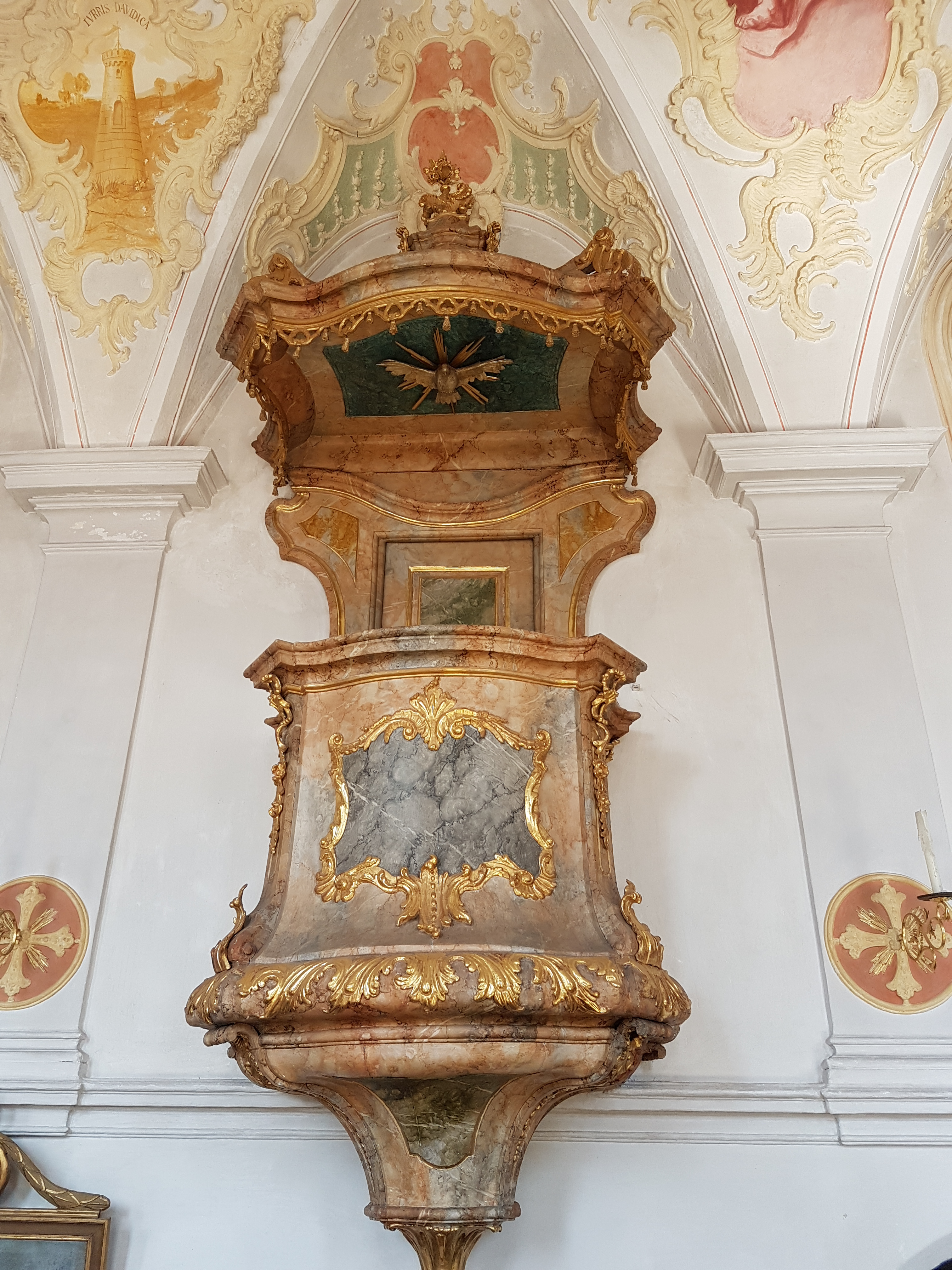
Kanzel
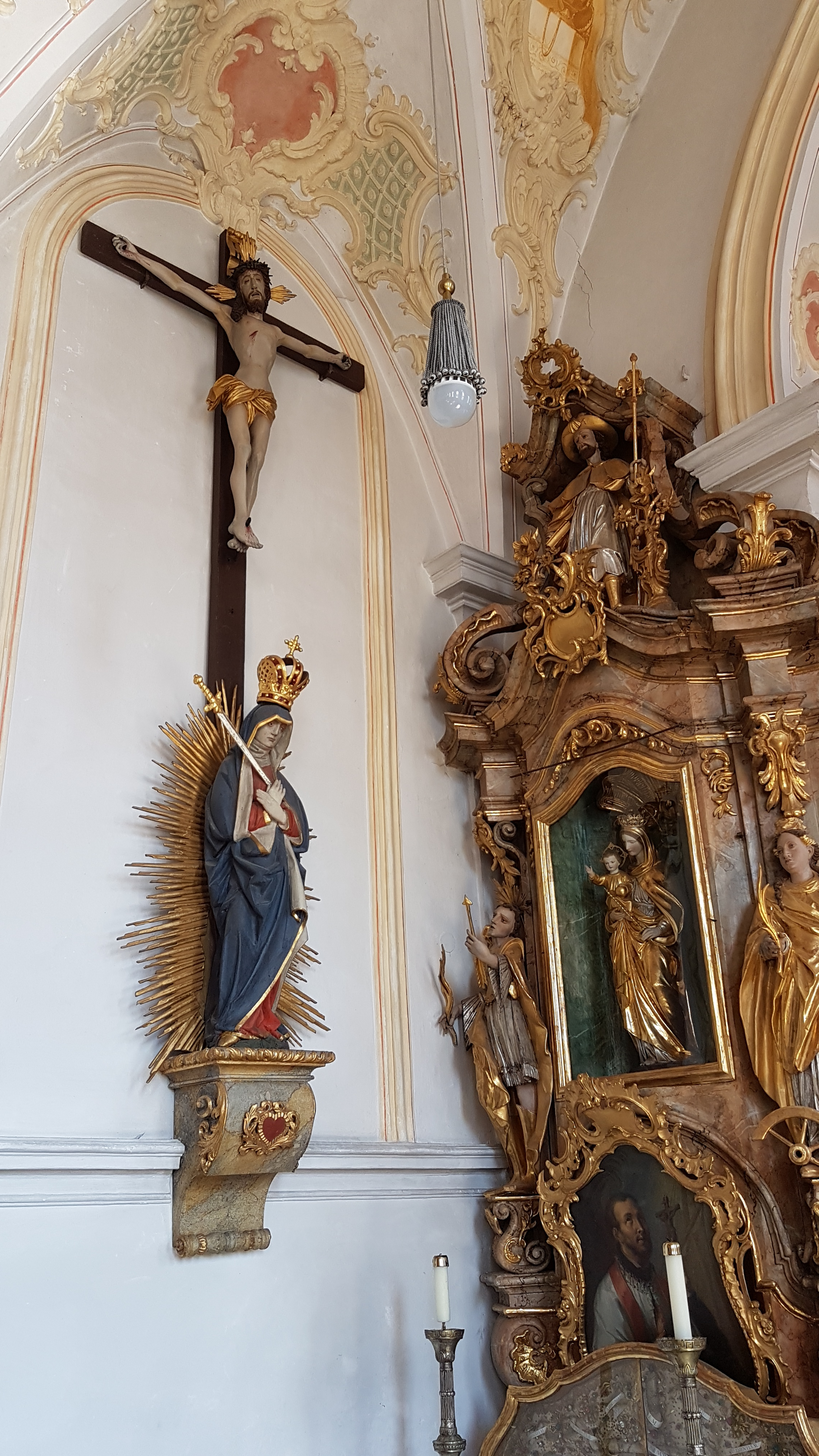
Kruzifix
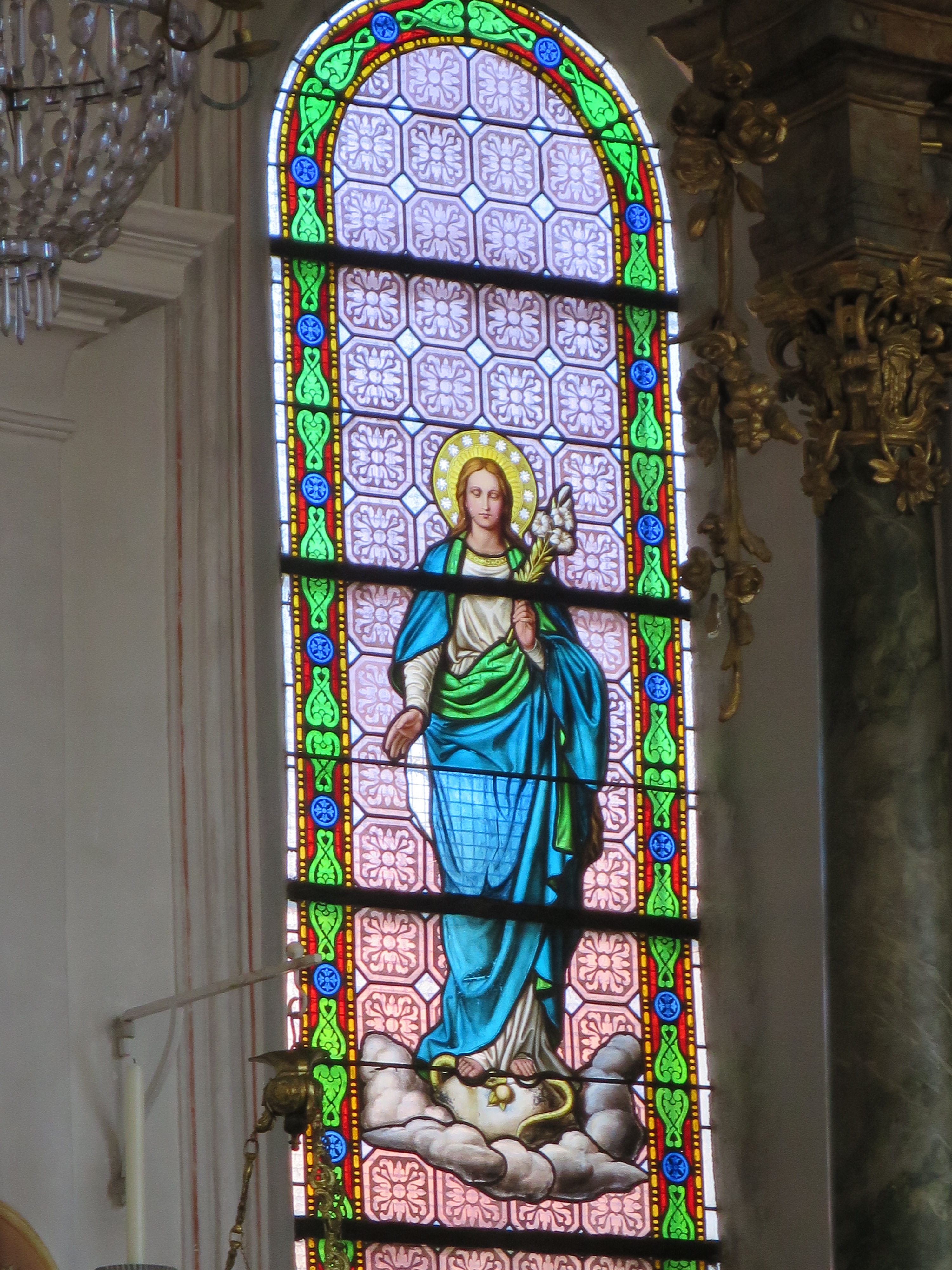
Fenster
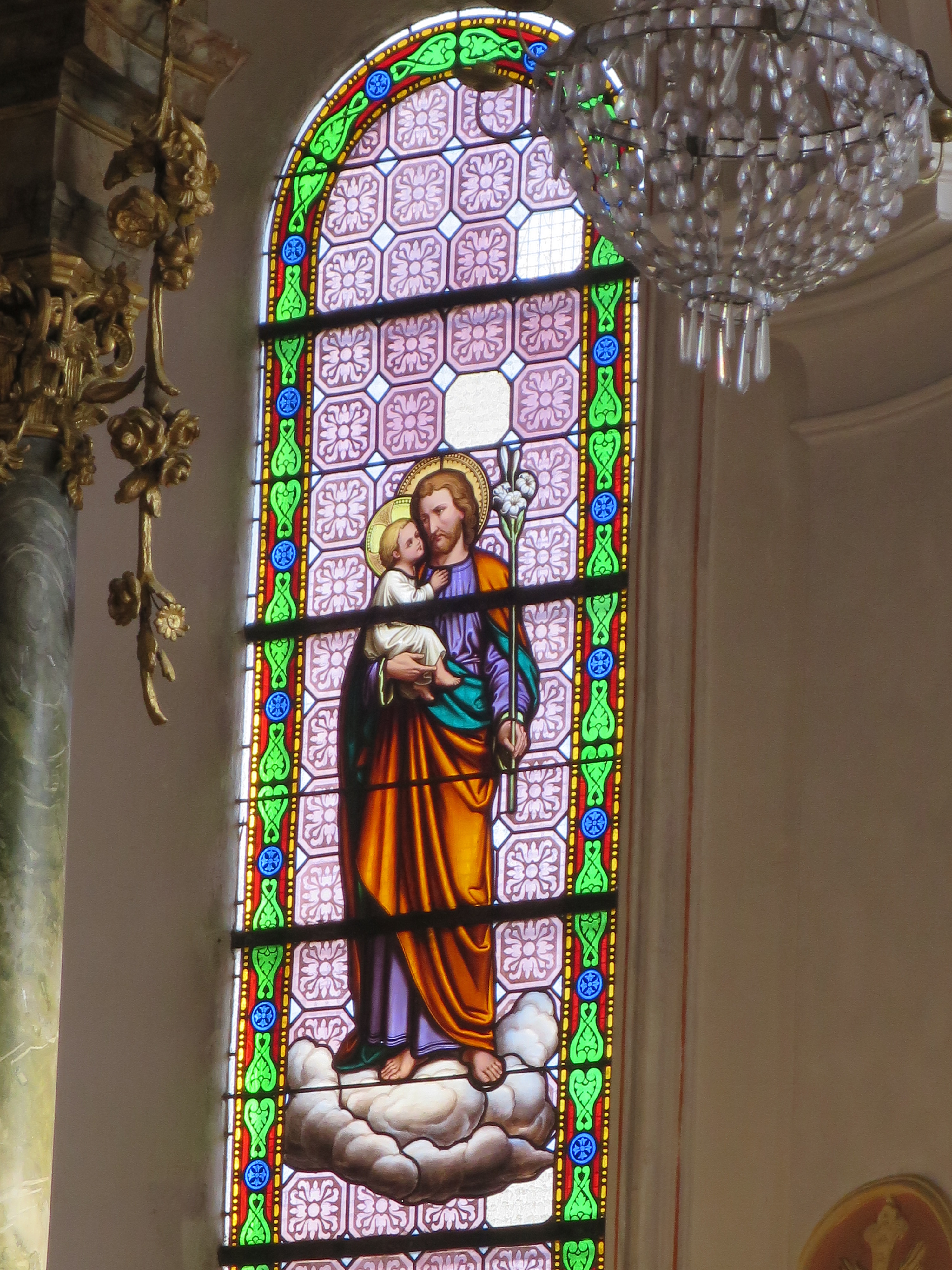
Fenster

### Orgel

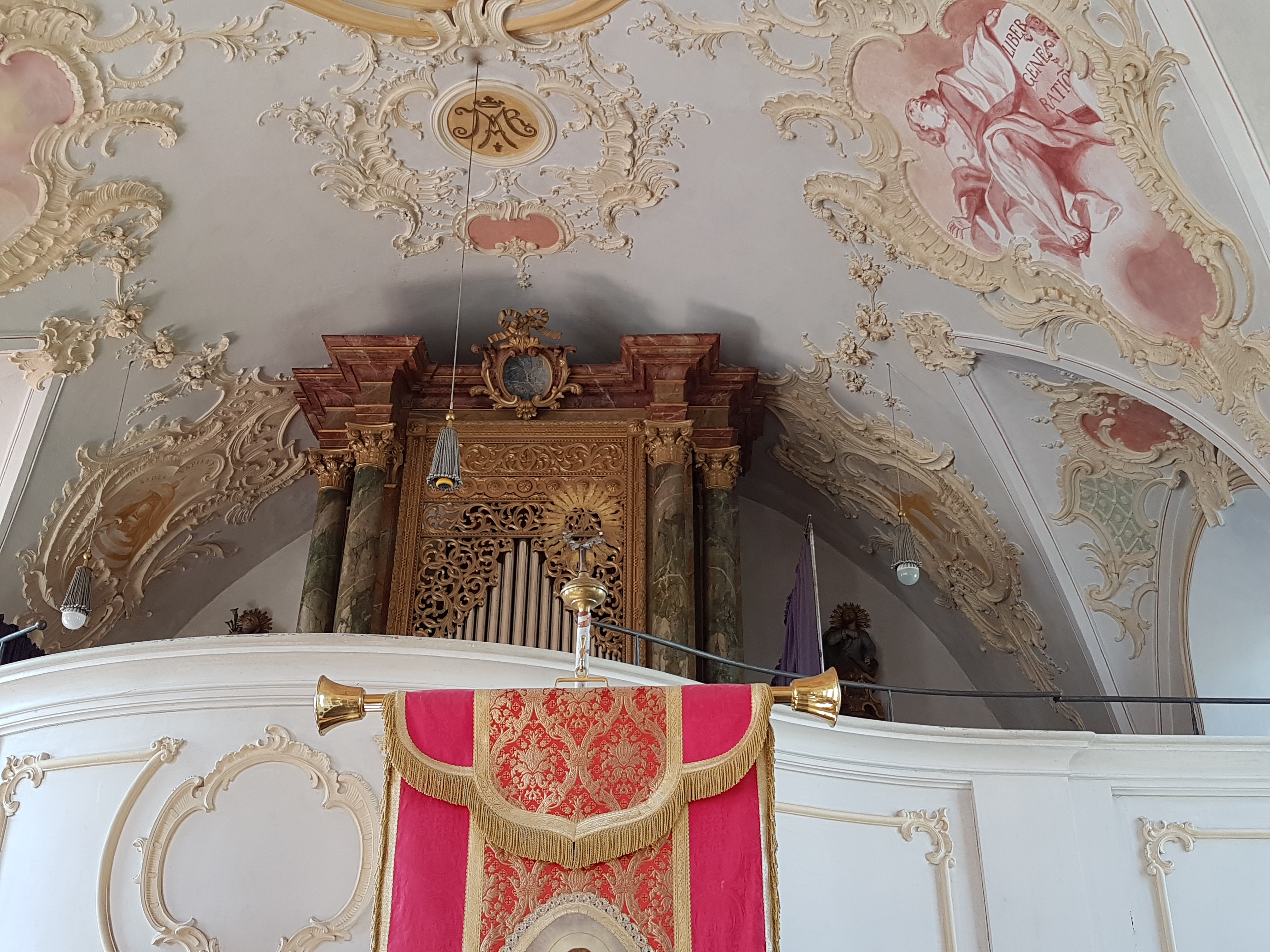
Empore mit Orgel

Bis 1893 besaß die Kirche eine Orgel mit acht Registern, die aus der Zeit vor 1808 stammte. Diese wurde dann durch den Oettinger Orgelbauer Georg Friedrich Steinmeyer durch ein neues Instrument mit zehn Registern auf einem Manual und Pedal ersetzt, wobei fünf Register und der Barockprospekt der alten Orgel übernommen wurden. Die Windlade ist als Kegellade ausgeführt, die Spiel- und Registertraktur des Manuals mechanisch und des Pedals pneumatisch. Die Disposition lautet:
| Manual C–f3 |       |
| Principal   | 8′    |
| Gedeckt     | 8′    |
| Salicional  | 8′    |
| Gamba       | 8′    |
| Tibia       | 8′    |
| Octav       | 4′    |
| Flöte       | 4′    |
| Mixtur      | 2 ⁄3′ |

| Pedal C–d1 |     |
| Subbaß     | 16′ |
| Violon     | 8′  |

## Seelsorge
Seit 1952 hat die Pfarrei Eglfing keinen eigenen Pfarrer mehr. Zunächst wurde die Pfarrei von Spatzenhausen betreut, dann von Huglfing. Heute gehört sie zur Pfarreiengemeinschaft Huglfing-Eglfing-Oberhausen.